# Triệu Chính Vĩnh
Triệu Chính Vĩnh (tiếng Trung: 赵正永; sinh tháng 3 năm 1951) là chính khách nước Cộng hòa Nhân dân Trung Hoa. Ông từng giữ chức vụ Bí thư Tỉnh ủy tỉnh Thiểm Tây kiêm Chủ nhiệm Ủy ban Thường vụ Đại hội đại biểu nhân dân tỉnh Thiểm Tây và Tỉnh trưởng Chính phủ Nhân dân tỉnh Thiểm Tây.

## Tiểu sử

### Đầu đời
Triệu Chính Vĩnh sinh tháng 3 năm 1951, người Mã An Sơn, tỉnh An Huy.
Năm 1970, thông qua tuyển công nhân công xưởng, Triệu Chính Vĩnh tiến vào công ty sắt thép Mã An Sơn (nay là Công ty Holding (Tập đoàn) Mã Cương) làm công nhân thuộc một phân xưởng. Tháng 11 năm 1973, Triệu Chính Vĩnh gia nhập Đảng Cộng sản Trung Quốc.
Tháng 10 năm 1974, ông theo học chuyên ngành vật lý kim loại khoa vật liệu ở Học viện Khai thác mỏ và Luyện kim Trung Nam (hiện nay là một phần của Đại học Trung Nam).
Tháng 8 năm 1977, sau khi tốt nghiệp, ông trở về công ty sắt thép Mã An Sơn làm cán bộ kỹ thuật phòng vật lý, Viện nghiên cứu sắt thép. Tháng 6 năm 1979, Triệu Chính Vĩnh được bổ nhiệm giữ chức Phó Bí thư đoàn Viện nghiên cứu sắt thép thuộc Công ty sắt thép Mã An Sơn rồi làm Phó Bí thư đoàn Công ty sắt thép Mã An Sơn và Bí thư đoàn Công ty sắt thép Mã An Sơn.

### Sự nghiệp chính trị
Tháng 8 năm 1982, ông được luân chuyển làm Bí thư Thành đoàn Mã An Sơn. Tháng 5 năm 1983, ông được bầu kiêm nhiệm chức vụ Ủy viên Ban Thường vụ Thành ủy Mã An Sơn. Tháng 9 năm 1985, ông được bổ nhiệm giữ chức Tổng Thư ký Thành ủy Mã An Sơn. Tháng 3 năm 1988, ông được bổ nhiệm làm Phó Bí thư Thành ủy Mã An Sơn.
Tháng 5 năm 1992, ông được luân chuyển giữ chức Phó Bí thư Thành ủy Hoàng Sơn, tỉnh An Huy. Tháng 4 năm 1993, ông được bổ nhiệm làm Bí thư Thành ủy Hoàng Sơn.
Tháng 4 năm 1998, Triệu Chính Vĩnh được điều chuyển làm Bí thư Đảng ủy Sở Công an tỉnh An Huy kiêm Giám đốc Sở Công an tỉnh An Huy, Bí thư thứ nhất Tổng đội Cảnh sát Vũ trang tỉnh An Huy và Chính ủy thứ nhất Tổng đội Cảnh sát Vũ trang tỉnh An Huy. Tháng 5 năm 2000, ông kiêm nhiệm chức vụ Bí thư Ủy ban Chính trị Pháp luật Tỉnh ủy An Huy.
Tháng 6 năm 2001, Triệu Chính Vĩnh rời quê hương An Huy, nhậm chức Ủy viên Ban Thường vụ Tỉnh ủy Thiểm Tây kiêm Bí thư Ủy ban Chính trị Pháp luật Tỉnh ủy Thiểm Tây. Tháng 1 năm 2005, ông một lần nữa kiêm nhiệm chức Phó Bí thư Ban Cán sự Đảng Chính phủ nhân dân tỉnh Thiểm Tây, Phó Tỉnh trưởng Chính phủ nhân dân tỉnh Thiểm Tây. Tháng 8 năm 2005, Triệu Chính Vĩnh thôi kiêm nhiệm chức vụ Bí thư Ủy ban Chính trị Pháp luật Tỉnh ủy Thiểm Tây.
Tháng 5 năm 2010, Triệu Chính Vĩnh kiêm nhiệm chức Phó Bí thư Tỉnh ủy Thiểm Tây. Tháng 6 năm 2010, sau khi Viên Thuần Thanh được điều đến tỉnh Sơn Tây nhậm chức, ông được bổ nhiệm làm Bí thư Ban Cán sự Đảng Chính phủ nhân dân tỉnh Thiểm Tây, Phó Tỉnh trưởng Chính phủ Nhân dân tỉnh Thiểm Tây, quyền Tỉnh trưởng Chính phủ Nhân dân tỉnh Thiểm Tây kế nhiệm.
Tháng 1 năm 2011, tại hội nghị lần thứ tư của Đại hội đại biểu nhân dân khóa XI tỉnh Thiểm Tây, Triệu Chính Vĩnh chính thức được bầu giữ chức vụ Tỉnh trưởng Chính phủ Nhân dân tỉnh Thiểm Tây. Ngày 14 tháng 11 năm 2012, tại phiên bế mạc của Đại hội Đảng Cộng sản Trung Quốc lần thứ 18, ông được bầu làm Ủy viên Ủy ban Trung ương Đảng Cộng sản Trung Quốc khóa XVIII.
Ngày 18 tháng 12 năm 2012, Triệu Chính Vĩnh được bổ nhiệm làm Bí thư Tỉnh ủy Thiểm Tây kiêm Bí thư thứ nhất Đảng ủy Quân khu tỉnh Thiểm Tây thay cho ông Triệu Lạc Tế, người chuyển lên trung ương giữ chức Trưởng Ban Tổ chức Trung ương Đảng Cộng sản Trung Quốc. Tháng 1 năm 2013, ông được bầu kiêm nhiệm chức vụ Chủ nhiệm Ủy ban Thường vụ Đại hội đại biểu nhân dân tỉnh Thiểm Tây.
Ngày 27 tháng 3 năm 2016, Triệu Chính Vĩnh giải nhiệm chức vụ Bí thư Tỉnh ủy Thiểm Tây, thay thế ông là Tỉnh trưởng Chính phủ nhân dân tỉnh Thiểm Tây Lâu Cần Kiệm. Ngày 1 tháng 4 năm 2016, ông được miễn nhiệm chức Chủ nhiệm Ủy ban Thường vụ Đại hội đại biểu nhân dân khóa XII tỉnh Thiểm Tây.
Ngày 28 tháng 4 năm 2016, hội nghị lần thứ 20 của Ủy ban Thường vụ Đại hội đại biểu Nhân dân toàn quốc thông qua bổ nhiệm Triệu Chính Vĩnh giữ chức Phó Chủ nhiệm Ủy ban Nội vụ Tư pháp của Đại hội đại biểu Nhân dân toàn quốc (Quốc hội Trung Quốc) khóa XII nhiệm kỳ 2013 - 2018.

## Điều tra
Tháng 1 năm 2019, Triệu Chính Vĩnh bị Ủy ban Kiểm tra Kỷ luật Trung ương và Ủy ban Giám sát Nhà nước bắt giữ để điều tra do "vi phạm kỷ luật và pháp luật nghiêm trọng". Ngày 31 tháng 7 năm 2020, Tòa án nhân dân Trung cấp số 1 thành phố Thiên Tân Phán quyết Triệu Chính Vĩnh bị kết án tử hình hoãn thi hành án 2 năm vì tội tham nhũng, tước bỏ mọi quyền lợi chính trị và tịch thu toàn bộ tài sản cá nhân.